# Ronderosia paraguayensis
Ronderosia paraguayensis är en insektsart som först beskrevs av Bruner, L. 1906.  Ronderosia paraguayensis ingår i släktet Ronderosia och familjen gräshoppor. Inga underarter finns listade i Catalogue of Life.